# Karl Ove Knausgård
Karl Ove Knausgård (IPA: ˈkɑːɭ ˈuːvə ˈknæʉsˌgɔːɾ) (Oslo, 6 december 1968) is een Noorse schrijver en vertaler. Hij is vooral bekend vanwege zijn zesdelige autobiografische roman Min kamp (Mijn strijd).

## Werk
De literaire carrière van Knausgård begon in 1998 toen zijn eerste boek Ute av verden gepubliceerd werd. Dit boek werd meteen gelauwerd en Knausgård ontving de Noorse Kritikerprisen. Zes jaar later, in 2004 kwam zijn tweede boek uit, En tid for alt (in het Nederlands vertaald als Engelen vallen langzaam). Knausgård probeert in dit boek de verhouding tussen wetenschap en godsdienst te ontdekken aan de hand van bijbelfragmenten. Voor dit boek ontving Knausgård de Sørlandets litteraturpris.
Zijn bekendste werk is de zesdelige romancyclus/autobiografie Min kamp (2009-2011). Hierin vertelt Knausgård over zijn leven en de relatie met zijn ouders en vrienden. De publicatie van het boek ging gepaard met heel wat controverse, enerzijds vanwege de verwijzing naar Mein Kampf van Adolf Hitler, anderzijds vanwege het feit dat Knausgård in zijn boek te pas en te onpas de levens van zijn vrienden en familie (met naam en toenaam) in detail beschrijft.
In 2017 werd de literatuurprijs van de gemeente Jeruzalem de Jerusalem Prize for the Freedom of the Individual in Society aan hem toegekend. In 2019 volgde de Deense Hans Christian Andersen Litteraturpris 2020.